# Кеннеди, Кэтлин (продюсер)
Кэ́тлин Ке́ннеди (англ. Kathleen Kennedy; род. 5 июня 1953, Беркли, Калифорния, США) — американский кинопродюсер. В 1981 году стала одним из основателей Amblin Entertainment вместе с мужем, Фрэнком Маршаллом, и Стивеном Спилбергом. Известна по производству фильма «Инопланетянин», серии фильмов «Парк юрского периода», а также как президент Lucasfilm. С точки зрения кассовых сборов в США, Кеннеди занимает второе место в ряду самых успешных продюсеров (после Стивена Спилберга). По данным на март 2018 года, фильмы, над которыми она работала, собрали в общей сложности 7,5 миллиарда долларов.

## Ранние годы
Кэтлин Кеннеди родилась 5 июня 1953 года в Беркли (Калифорния) в семье актрисы Дионы Мари «Деде» и Дональда Р. Кеннеди, судьи и адвоката. В 1971 году окончила среднюю школу Шаста в Реддинге. Она продолжила образование в Государственном университете Сан-Диего, который закончила по специальности в области телекоммуникаций и кино. Во время последнего года обучения Кеннеди получила работу в Сан-Диего на местном телеканале KCST, где она занимала различные должности, от оператора в студии до координатора производства новостей KCST. Закончив работу по найму на KCST, она создала на том же телеканале ток-шоу под названием «You’re On», которое вела на протяжении четырёх лет вплоть до переезда в Лос-Анджелес. Именно в Лос-Анджелесе она получила первую работу в сфере кинопроизводства, которую ей предоставил Джон Милиус, работавший в то время над фильмом Спилберга «1941». В титрах она была указана в качестве помощника продюсера (англ. production assistant).

## Карьера продюсера
Во время производства фильма «1941», сценаристом которого был Джон Милиус, на Кэтлин обратил внимание Стивен Спилберг. Спилберг нанял Кеннеди в качестве секретаря, но они оба знали, что она — ужасная машинистка, и работала она только благодаря своим продюсерским идеям. Вскоре Кэтлин стала сопродюсером нового проекта Спилберга и Тоуба Хупера «Полтергейст» (1982) и получила свою первую полную продюсерскую работу над фильмом «Инопланетянин», который стал самым кассовым фильмом на ближайшее десятилетие. Благодаря работе над серией фильмов об Индиане Джонсе, в особенности после фильма «В поисках утраченного ковчега» (1981), Кеннеди стала известна как один из лучших продюсеров Голливуда. Она работала над различными проектами, но поддерживала деловые отношения со Спилбергом и вскоре стала исполнительным продюсером блокбастера «Парк Юрского периода» (1993) и исторической драмы «Список Шиндлера». Затем она сотрудничала с такими режиссёрами, как Мартин Скорсезе, Роберт Земекис, Барри Левинсон, Клинт Иствуд, М. Найт Шьямалан и Дэвид Финчер.
В 1981 году Стивен Спилберг, Кэтлин Кеннеди и её будущий муж, Фрэнк Маршалл, основали весьма успешную производственную компанию Amblin Entertainment. Кэтлин взяла на себя большую часть управления Amblin и занимала в ней пост директора до 1992 года, когда они с мужем решили основать собственную кинокомпанию — The Kennedy/Marshall Company.
Кэтлин Кеннеди входит в состав совета управляющих Академии кинематографических искусств и наук.
В 1995 году Кеннеди была удостоена премии Crystal Award, которая присуждается выдающимся женщинам, повысившим роль женщин в индустрии развлечений.
В 2005 году Кэтлин Кеннеди была исполнительным продюсером двух последних фильмов Спилберга: «Война миров» и «Мюнхен».
Маршалл и Кеннеди были продюсерами версий для США двух мультфильмов Студии Гибли — «Рыбка Поньо на утёсе», выпущенный в 2009 году, и «Ариэтти из страны лилипутов», вышедший в 2012 году.
В 2012 году Кеннеди стала сопредседателем кинокомпании Lucasfilm Ltd., заняв место рядом с Джорджем Лукасом, которого позже на этом посту сменил супруг Кэтлин — Фрэнк Маршалл. В том же 2012 году Кэтлин Кеннеди получила должность президента Lucasfilm, после того как кинокомпания была приобретена компанией The Walt Disney Company.
В ноябре 2018 года Кеннеди и Маршалл стали лауреатами Награды имени Ирвинга Тальберга за выдающийся продюсерский вклад в развитие кинопроизводства.

## Фильмография
| Год  |     | Русское название                                             | Оригинальное название                                              | Роль                                          |
| ---- | --- | ------------------------------------------------------------ | ------------------------------------------------------------------ | --------------------------------------------- |
| 1981 | ф   | Индиана Джонс: В поисках утраченного ковчега                 | Raiders of the Lost Ark                                            | ассистент режиссёра                           |
| 1982 | ф   | Полтергейст                                                  | Poltergeist                                                        | помощник продюсера                            |
| 1982 | ф   | Инопланетянин                                                | E.T. The Extra-Terrestrial                                         | продюсер                                      |
| 1983 | ф   | Сумеречная зона                                              | Twilight Zone: The Movie                                           | продюсер                                      |
| 1984 | ф   | Гремлины                                                     | Gremlins                                                           | исполнительный продюсер                       |
| 1984 | ф   | Индиана Джонс и храм судьбы                                  | Indiana Jones and the Temple of Doom                               | помощник продюсера                            |
| 1985 | ф   | Цветы лиловые полей                                          | The Color Purple                                                   | продюсер                                      |
| 1985 | ф   | Молодой Шерлок Холмс                                         | Young Sherlock Holmes                                              | исполнительный продюсер                       |
| 1985 | ф   | Назад в Будущее                                              | Back to the Future                                                 | исполнительный продюсер                       |
| 1985 | ф   | Балбесы                                                      | The Goonies                                                        | исполнительный продюсер                       |
| 1985 | ф   | Фанданго                                                     | Fandango                                                           | исполнительный продюсер                       |
| 1986 | мф  | Американский хвост                                           | An American Tail                                                   | продюсер                                      |
| 1986 | ф   | Долговая яма                                                 | The Money Pit                                                      | продюсер                                      |
| 1987 | ф   | Батарейки не прилагаются                                     | *batteries not included                                            | исполнительный продюсер                       |
| 1987 | ф   | Империя солнца                                               | Empire of the Sun                                                  | продюсер                                      |
| 1987 | ф   | Внутреннее пространство                                      | Innerspace                                                         | соисполнительный продюсер                     |
| 1987 | док | Китайская Одиссея: «Империя солнца», фильм Стивена Спилберга | The China Odyssey: 'Empire of the Sun', a Film by Steven Spielberg | помощник продюсера                            |
| 1988 | мф  | Земля до начала времён                                       | The Land Before Time                                               | соисполнительный продюсер                     |
| 1988 | ф   | Кто подставил кролика Роджера                                | Who Framed Roger Rabbit                                            | исполнительный продюсер                       |
| 1989 | ф   | Всегда                                                       | Always                                                             | продюсер                                      |
| 1989 | ф   | Назад в будущее 2                                            | Back to the Future Part II                                         | исполнительный продюсер                       |
| 1989 | ф   | Отец                                                         | Dad                                                                | исполнительный продюсер                       |
| 1989 | мф  | Проблемы с животиком                                         | Tummy Trouble                                                      | исполнительный продюсер                       |
| 1990 | ф   | Арахнофобия                                                  | Arachnophobia                                                      | продюсер                                      |
| 1990 | ф   | Гремлины 2: Новенькая партия                                 | Gremlins 2: The New Batch                                          | исполнительный продюсер                       |
| 1990 | мф  | Кролик Роджер на американских горках                         | Roller Coaster Rabbit                                              | исполнительный продюсер                       |
| 1990 | ф   | Назад в будущее 3                                            | Back to the Future Part III                                        | исполнительный продюсер                       |
| 1990 | ф   | Джо против вулкана                                           | Joe Versus The Volcano                                             | исполнительный продюсер                       |
| 1991 | ф   | Капитан Крюк                                                 | Hook                                                               | продюсер                                      |
| 1991 | ф   | Американская история: Фивел едет на запад                    | An American Tail: Fievel Goes West                                 | исполнительный продюсер                       |
| 1991 | ф   | Мыс страха                                                   | Cape Fear                                                          | исполнительный продюсер                       |
| 1991 | док | Краткая история времени                                      | A Brief History of Time                                            | исполнительный продюсер (в титрах не указана) |
| 1991 | мф  | Мечта летать (ТВ)                                            | A Wish for Wings That Work                                         | исполнительный продюсер                       |
| 1992 | ф   | Безумные подмостки                                           | Noises Off                                                         | исполнительный продюсер                       |
| 1993 | ф   | Список Шиндлера                                              | Schindler's List                                                   | исполнительный продюсер                       |
| 1993 | ф   | Мы вернулись! История динозавра                              | We’re Back! A Dinosaur’s Story                                     | исполнительный продюсер                       |
| 1993 | ф   | Опасная женщина                                              | A Dangerous Woman                                                  | исполнительный продюсер                       |
| 1993 | ф   | Парк юрского периода                                         | Jurassic Park                                                      | продюсер                                      |
| 1993 | ф   | В плену песков                                               | A Far Off Place                                                    | исполнительный продюсер                       |
| 1993 | мф  | Запутанный след                                              | Trail Mix-Up                                                       | исполнительный продюсер                       |
| 1993 | ф   | Живые                                                        | Alive                                                              | продюсер                                      |
| 1994 | ф   | Карманные деньги                                             | Milk Money                                                         | продюсер                                      |
| 1994 | ф   | Флинтстоуны                                                  | The Flintstones                                                    | исполнительный продюсер                       |
| 1995 | мф  | Балто                                                        | Balto                                                              | исполнительный продюсер                       |
| 1995 | ф   | Индеец в шкафу                                               | The Indian in the Cupboard                                         | продюсер                                      |
| 1995 | ф   | Конго                                                        | Congo                                                              | продюсер                                      |
| 1995 | ф   | Мосты округа Мэдисон                                         | The Bridges of Madison County                                      | продюсер                                      |
| 1996 | ф   | Смерч                                                        | Twister                                                            | продюсер                                      |
| 1996 | мф  | Кролик Роджер: Лучшее                                        | The Best of Roger Rabbit                                           | исполнительный продюсер                       |
| 1997 | ф   | Парк юрского периода: Затерянный мир                         | The Lost World: Jurassic Park                                      | исполнительный продюсер                       |
| 1999 | ф   | Карта мира                                                   | A Map of the World                                                 | продюсер                                      |
| 1999 | ф   | Заснеженные кедры                                            | Snow Falling on Cedars                                             | продюсер                                      |
| 1999 | ф   | Шестое чувство                                               | The Sixth Sense                                                    | продюсер                                      |
| 1999 | ф   | Олимпийская слава                                            | Olympic Glory                                                      | исполнительный продюсер                       |
| 2001 | ф   | Парк юрского периода III                                     | Jurassic Park III                                                  | продюсер                                      |
| 2001 | ф   | Искусственный разум                                          | A.I. Artificial Intelligence                                       | продюсер                                      |
| 2001 | тф  | Спортивные страницы                                          | The Sports Pages                                                   | исполнительный продюсер                       |
| 2002 | ф   | Знаки                                                        | Signs                                                              | исполнительный продюсер                       |
| 2003 | ф   | Рождённый в песках                                           | The Young Black Stallion                                           | продюсер                                      |
| 2003 | ф   | Фаворит                                                      | Seabiscuit                                                         | продюсер                                      |
| 2005 | ф   | Мюнхен                                                       | Munich                                                             | продюсер                                      |
| 2005 | ф   | Война миров                                                  | War of the Worlds                                                  | продюсер                                      |
| 2007 | мф  | Персеполис                                                   | Persepolis                                                         | исполнительный продюсер                       |
| 2007 | ф   | Скафандр и бабочка                                           | Le scaphandre et le papillon                                       | продюсер                                      |
| 2008 | ф   | Загадочная история Бенджамина Баттона                        | The Curious Case of Benjamin Button                                | продюсер                                      |
| 2008 | ф   | Индиана Джонс и Королевство хрустального черепа              | Indiana Jones and the Kingdom of the Crystal Skull                 | продюсер                                      |
| 2009 | мф  | Рыбка Поньо на утёсе                                         | Ponyo on the Cliff by the Sea                                      | продюсер амер. версии                         |
| 2009 | ф   | Переправа                                                    | Crossing Over                                                      | продюсер                                      |
| 2010 | ф   | Повелитель стихий                                            | The Last Airbender                                                 | продюсер                                      |
| 2010 | ф   | Потустороннее                                                | Hereafter                                                          | продюсер                                      |
| 2011 | мф  | Приключения Тинтина: Тайна «Единорога»                       | The Adventures of Tintin: Secret of the Unicorn                    | продюсер                                      |
| 2011 | ф   | Боевой конь                                                  | War Horse                                                          | продюсер                                      |
| 2012 | мф  | Ариэтти из страны лилипутов                                  | Arrietty                                                           | продюсер амер. версии                         |
| 2012 | ф   | Линкольн                                                     | Lincoln                                                            | продюсер                                      |
| 2015 | ф   | Звёздные войны: Пробуждение силы                             | Star Wars: The Force Awakens                                       | продюсер                                      |
| 2016 | ф   | Изгой-один. Звёздные войны: Истории                          | Rogue One: A Star Wars Story                                       | продюсер                                      |
| 2017 | ф   | Звёздные войны: Последние джедаи                             | Star Wars: The Last Jedi                                           | продюсер                                      |
| 2018 | ф   | Хан Соло. Звёздные войны: Истории                            | Solo: A Star Wars Story                                            | продюсер                                      |
| 2019 | ф   | Звёздные войны: Скайуокер. Восход                            | Star Wars: The Rise of Skywalker                                   | продюсер                                      |
| 2023 | ф   | Индиана Джонс 5                                              | Indiana Jones 5                                                    | продюсер                                      |
| 2027 | ф   | Звёздные войны: Звёздный истребитель                         | Star Wars: Starfighter                                             | продюсер                                      |